# Seychellen-Bulldoggfledermaus
Die Seychellen-Bulldoggfledermaus (Chaerephon pusillus, Syn. Mops pusillus) ist ein auf den Seychellen und Komoren verbreitetes Fledertier in der Familie der Bulldoggfledermäuse. Die Population zählte bis ins frühe 21. Jahrhundert als Synonym der Kleinen Bulldoggfledermaus (Chaerephon pumilus). Da der Kopf der Population markant kleiner ist und genetische Unterschiede bestehen, wird sie als Art anerkannt. Taxonomische Studien legen nahe, dass die Gattung Freischwanzfledermäuse (Chaerephon) mit der Gattung Mops zusammengefasst werden soll.

## Merkmale
Mit einer Kopf-Rumpf-Länge von 52 bis 57 mm, einer Schwanzlänge von 27 bis 36 mm und einem Gewicht von 5 bis 12 g erreicht diese Fledermaus etwa dieselben Körpermaße, wie die Kleine Bulldoggfledermaus. Sie hat 36 bis 39 mm lange Unterarme, die Ohren sind 15 bis 18 mm lang und die Länge der Hinterfüße liegt bei 4 bis 6 mm. Das oberseits kurze Fell ist etwas heller als bei der Kleinen Bulldoggfledermaus und die braune Unterseite ist im Vergleich etwas dunkler. An den Körperseiten und am Bauch sind keine weiße Streifen vorhanden. Bei der Seychellen-Bulldoggfledermaus kommen mittelbraune Flügel und eine dunkelbraune Schwanzflughaut vor.

## Verbreitung und Lebensweise
Diese Fledermaus ist auf den Komoren und auf dem Atoll Aldabra in den südwestlichen Seychellen verbreitet. Sie lebt im Flach- und Hügelland bis 410 Meter Höhe. Die Exemplare bewohnen trockene Wälder, Strauchflächen und Anbaugebiete.
Die Seychellen-Bulldoggfledermaus ruht am Tage vorwiegend unter Dächern oder in anderen von Menschen geschaffenen Verstecken. Manchmal nutzt sie Baumhöhlen als Ruheplatz. Im Versteck bilden sich kleinere Kolonien. Die Geburt der Nachkommen findet vorwiegend im November statt und kann bis zum Februar erfolgen. Obwohl die Inseln der Komoren bis zu 80 km voneinander entfernt sind, liegen keine genetischen Unterschiede vor, was vermuten lässt, dass die Tiere regelmäßig zwischen den Inseln wechseln. Laut Beobachtungen von Einheimischen, verlassen die Tiere bestimmte Gebäude bei kaltem Wetter.

## Gefährdung
Auf den Inseln ist die Waldrodungsrate sehr hoch. Durch die Erderwärmung können extreme Wetterlagen in Zukunft verstärkt auftreten, was zu einer höheren Verletzungsgefahr führt. Ein Anstieg des Meeresspiegels hat den Verlust von bewohnten Flächen zur Folge, da Aldabra nur maximal 8 Meter Höhe erreicht. Die IUCN listet die Art als gefährdet (vulnerable).